# Кастелерс де Вилафранка
Кастелерс де Вилафранка (на испански: Castellers de Vilafranca) е културна и спортна неправителствена организация за общестсвено полезна дейност, чиято главна цел се състои в изграждане на castells (кули от хора).
Сдружението е създадено през 1948 г. в отговор на засиления интерес, появил се в градчето Вилафранка дел Пенедѐс (Vilafranca del Penedès) към изграждането на кули от хора- каталунска традиция от XVIII век, свързана с така наречения „Ball de Valencians“ (Валенсиански бал) – танц от гр. Валенсия.
Понастоящем Castellers de Vilafranca притежава около 400 активни членове от всички възрасти без разлика на раса, религия, пол или социален статус. Те споделят общата цел на сдружението да изграждат кули от хора, обединени са от демократични ценности, сътрудничество и работа в екип, непрестанно желание да надминат собствените си възможности и воля да поддържат водеща роля на сдружението над останалите конкурентни организации, занимаващи се с изграждане на кули от хора. Седалището на организацията е в Cal Figarot, Casa Via Raventós – сграда, намираща се в центъра на Вилафранка дел Пенедèс и специално приспособена за изграждането на кулите от хора (например, високи и закрити помещения за зимния сезон и открит двор за пролетта, лятото и есента).
Сдружението е една от най-важните организации във Вилафранка дел Пенедèс и многократно е представяло каталунска традиция в чужбина. То разполага с повече от петстотин официални поддръжници и се ползва с подкрепата на множество публични и частни институции. Освен домакин и участник в различни изложения на кули от хора, сдружението организира и други културни мероприятия като камерни концерти, поетични и колоездачни състезания, сътезания по домино, кулинарни мероприятия и училище за деца по кули от хора.
Усилията на Castellers de Vilafranca да съхранява и насърчава каталунската култура са признати не само в града Вилафранка дел Пенедèс, който връчва на сдружението градския медал Medalla de la Vila, но и от правителството на Каталуния Generalitat de Catalunya, което ги е награждава с орден Creu de Sant Jordi (Кръст на Свети Георги).

## Речник на термините
Построяването на кулите от хора има свой набор от термини. За да се разбере по-добре тази статия, са изложени някои от най-често използваните думи и изрази, които не биха могли да бъдат преведени, а само обяснени.

### Имена на кулите от хора
Името на всяка кула се основава на две числа: първото описва броят на участниците във всяко едно ниво, докато второто число се свързва с броя на нивата в кулата.
- Например: Tres de Vuit (3 de 8): трима души на ниво и осем нива на височина.

### Видове кули от хора
Основните видове кули в зависимост от броя на хората на ниво са:
- Pilar de…: един човек на ниво.
- Torre de…: двама души на ниво.
- Tres de…: трима души на нивол.
- Quatre de…: четирима души на ниво.
- Cinc de…: петима души на ниво.
- Quatre de… amb l’agulla: четирима души на ниво с прикачен към основната кула стълб от няколко нива на височина.

Броят на нивата в най-честно срещаните кули от хора са:
- Sis: шест нива на височина.
- Set: седем нива на височина.
- Vuit: осем нива на височина.
- Nou: девет нива на височина.
- Deu: десет нива на височина.

Ако са много, много високи и/ или и на всяко ниво има малък брой хора, кулите се нуждят от допълнителна опора в основата или в долните нива. Често наименованието на основата също се включват в името на кулата. Трите основи, които обикновено се използват в изграждането на кулите от хора, са:
- Pinya: обикновена основа, състояща се често от стотици души. Всички кули имат тази основа и затова тя нкога не се споменава в името на кулата.
- Folre: втората основа, която се изгражда над първото ниво (Pinya). Винаги се включва в името на кулата, когато се използва.
- Manilles: третата основа, построена над втората основа (Folre). Винаги се споменава в името на кулата, когато се използва.

### Построяване на кула от хора
Кулите могат да бъдат частично или цялостно построени. Успешното съграждане и разрушаване на кула се обозначава чрез използване на следните термини:
- Descarregat: кулата е построена до последното ниво и след това успешно е била разрушена.
- Carregat: кулата е построена до последното ниво, но се е разпаднала по време на нейното разрушаване.
- Intent: провален опит.

### Примери
- Pilar de sis Архив на оригинала от 2010-06-22 в Wayback Machine.: един човек на ниво в кула от шест нива. Ако нищо друго не е упоменато, би следвало да се разбира, че кулата се състои от първата основа (pinya, винаги) и успешно е била разрушена.
- Torre de set Архив на оригинала от 2010-06-22 в Wayback Machine.: двама души на ниво в кула от седем нива.
- Cinc de nou amb folre Архив на оригинала от 2006-09-16 в Wayback Machine.: петима души на ниво в кула от девет нива с втора основа(folre), изградена над първата (pinya).
- Quatre de vuit amb l’agulla Архив на оригинала от 2010-06-22 в Wayback Machine.: четирима души в кула от осем нива с вътрешен стълб от шест нива (agulla).
- Tres de deu amb folre i manilles Архив на оригинала от 2007-02-13 в Wayback Machine.: трима души на ниво в кула от десет нива с втора (folre) и трета основи (manilles).

Съществуват и други имена, които се използват за всяка позиция в кулите, но те не са описани в тази статия. Информацията, предоставена тук, дава общ преглед на най-често използваната терминология и създава обща рамка за по-добро разбиране на кулите от хора и свързаните с тях дейности.

## История
Castellers de Vilafranca е културно сдружение, основано през септември 1948 г. от Oriol Rossell, който става първият cap de colla (лидер/ технически манаджер на организацията). Организацията започва успешно с изграждането на кули от седем нива и установява приятелски отношения с подобни casteller организации от други градове. Първите caps de colla са Oriol Rossell (1948 – 1952) и Ramon Sala (1953 – 1955), Първоначално членовете на сдружението носят розови фланелки, заменени впоследствие с червени.
Заради вътрешни противоречия и разпри сдружението почти прекъсва дейността си през 1956 г. След реорганизация през 1957 г., се решава членовете му да носят зелени фланелки, които продължават да бъдат отличителният цвят и до днес. От 1957 г. до 1968 г. организацията изгражда предимно кули на седем нива, а cinc de set е най-високта кула, която е постигната. За периода 1969 г. до 1974 г. групата се усъвършнства значително, изграждайки първите кули на осем нива: torre de Set, quatre de vuit, tres de vuit, pilar de sis и torre de vuit amb folre. През 1972 г., сдружението печели Concurs de castells de Tarragona, състезание по човешки кули, което се провежда веднъж на две години в град Тарагона, в южна Каталуния. През този период caps de colla са Josep Pedrol (1957 – 1959), Carles Domènech (1960 – 1961), Joan Bolet (1962 – 1963), Gabi Martínez (1964 – 1969), Lluís Giménez (1970 – 1973) и отново Gabi Martínez, (1974).
През 1975 г. сдружението преминава през значителни вътрешни промени, преструктурирайки се от ръководена почти еднолично от cap de colla организация към по-широко управление на техническия екип. 1981 година носи още редица вътрешни промени: взема се решение членовете на сдружението да не получвата повече индивидуално възнагражедение. Това предизвиква деление в организацията. За периода 1975 – 1982 г. се изпълняват сравнително често кули на осем нива, макар и с трудности. От 1983 г. до 1984 г. оргазнизацията възвръща силните си позиции в тази категория и през 1985 г. се изгражда и първата cinc de vuit Това забележително постижение се оказва крайъгълният камък по пътя към още по-впечатляващите кули на девет нива. През 1987 г. първата tres иquatre de nou amb folre (carregat) се изграждат, а през 1989 г. първата успешно завършена tres de nou amb folre (descarregat) е постигната. Подобен успех идва и през 1990 г. с първата quatre de nou amb folre (descarregat). За периода 1975- 1994 г. cap de colla е Carles Domènech
Между 1995 – 2004 г. организацията се радва на най-успешните си години. През този период са потигнати най-високите и най-трудните кули- descarregats (построени напълно и разрушени успешно): torre de nou amb folre i manilles, pilar de set amb folre, pilar de vuit amb folre i manilles (първата за 20 век), quatre de vuit amb l’agulla (първата за 20 век), quatre de nou amb folre i l’agulla (първа в историята на кулите от хора), cinc de nou amb folre и tres and quatre de nou amb folre built simultaneously (изградена за пръв и единствен път в историята на кулите от хора). Могат да се прибавят и други усехи: от вида carregats (построени до върха, но разпаднали след това): torre de vuit (първата за 20 век); quatre de nou и tres de deu amb folre i manilles (първата в историята на кулите от хора). През 1996 г., 1998 г. 2002 г. 2004 г. и 2006 г. организацията печели Tarragona Human Towers Competition (състезние по кули от хора гр. Тарагона). През 2005 г. Castellers de Vilafranca постига torre de nou amb folre – смятана за най-трудната кула, изграждана някога.
Francesc Moreno „Melilla“ е cap de colla за периода 1995 – 2003 г., а от 2004 – 2007 г. тази длъжност се заема от Lluís Esclassans”. През декември 2007 г. е избран новият cap de colla-David Miret.

## Построени кули от хора
По време на цялата си история Castellers de Vilafranca построява всевъзможни видове кули от хора, които не са били изграждани преди това. Следната таблица показва кулите, изградени от организацията и датата на тяхното построяване за първи път (carregat or descarregat).
|                                                             |                    |                                                  |  |
| Castell                                                     | Descarregat        | Carregat                                         |  |
|                                                             | (изцяло изградена) | (изградена до върха, но разпаднала се след това) |  |
| Torre de nou amb folre                                      |                    | 30.08.2005**                                     |  |
| Tres de deu amb folre i manilles                            |                    | 15.11.1998**                                     |  |
| Quatre de nou amb folre i tres de nou amb folre simultanis  | 31.08.2001**       |                                                  |  |
| Torre de vuit                                               |                    | 01.11.1999*                                      |  |
| Quatre de nou                                               |                    | 01.11.2002                                       |  |
| Quatre de nou amb folre i agulla                            | 01.11.1996**       | 01.11.1995**                                     |  |
| Cinc de nou amb folre                                       | 01.11.1997         | 30.08.1997                                       |  |
| Pilar de vuit amb folre i manilles                          | 28.09.1997*        | 31.08.1995*                                      |  |
| Torre de nou amb folre i manilles                           | 30.08.1995         |                                                  |  |
| Tres de nou amb folre                                       | 30.08.1989         | 31.08.1987                                       |  |
| Quatre de nou amb folre                                     | 01.11.1990         | 01.11.1987                                       |  |
| Quatre de vuit amb l'agulla                                 | 08.10.1995*        |                                                  |  |
| Cinc de vuit                                                | 30.08.1985         |                                                  |  |
| Torre de vuit amb folre i pilar de set amb folre simultanis | 31.08.2006**       |                                                  |  |
| Pilar de set amb folre                                      | 01.10.1995         | 14.05.1995                                       |  |
| Tres de vuit amb agulla                                     | 29.20.2006**       |                                                  |  |
| Dos pilars de sis simultanis (un de carregat)               | 31.08.2001**       |                                                  |  |
| Torre de vuit amb folre                                     | 17.11.1974         | 12.10.1973                                       |  |
| Tres de vuit                                                | 30.08.1974         | 01.10.1972                                       |  |
| Pilar de sis                                                | 30.08.1972         | 19.12.1971                                       |  |
| Quatre de vuit                                              | 30.08.1971         | 12.10.1969                                       |  |
| Nou de set                                                  | 11.12.1988         |                                                  |  |
| Torre de set                                                | 24.08.1969         |                                                  |  |
| Tres de set aixecat per sota                                | 25.11.1973         |                                                  |  |
| Sis de set                                                  | 21 януари 1997     |                                                  |  |
| Cinc de set amb agulla                                      | 19.04.2008**       |                                                  |  |
| Cinc de set                                                 | 26.09.1965         | 30.08.1965                                       |  |
| Tres de set amb l'agulla                                    | 10.08.1996**       |                                                  |  |
| Quatre de set amb l'agulla                                  | 05.08.1954         | 31.08.1953                                       |  |
| Tres de set                                                 | 31.08.1949         |                                                  |  |
| Quatre de set                                               | 31.08.1949         |                                                  |  |
| Torre de sis                                                | 16.06.1949         |                                                  |  |
| Pilar de cinc                                               | 14.09.1948         |                                                  |  |
|                                                             |                    |                                                  |  |
| * Първата в 20 век                                          |                    |                                                  |  |
| ** Първата в историята на кулите от хора                    |                    |                                                  |  |

## Организация
Управалението на организацията е разпределено между два основни органа: технически – Технически комитет (Technical Committee или простоla Tècnica) и административен – Управителен комитет (Board Committee).
Техническият комитет отговаря за всички аспекти от изграждането на кулите от хора. Като ръководител на организацията Cap de colla е натоварен с най-много отговорности. Той е подпомаган от екип, състоящ се от sotscap de colla(vice-cap de colla) и двама технически съветници. Съществуват още три екипа:canalla team(отговорен за децата, които изграждат върха на кулите от хора), pinyes, folres and manilles team(отговарящи за първа, втора и трета основи) и медицински екип. Всеки екип отговаря в допълнение и за логистиката, техническата информация и физическата подготовка.
Управителният комитет се занимава с администаривното управление на организацията. Освен да управлява и да се грижи за активите на сдружението, членовете на комитета представляват организацията пред обществеността, медиите и другите организаци. С най-много отговрности е натоварен президентът. Съществуват още секратар и пет вице – президента, които се отчитат пред президента и отговарят за определена област: социални дейности, касата, връзки с обществеността, поддръжка на седалището на организацита – Cal Figarot, маркетинг и медии. Оргазнизцията има и три надзорни съвета: международни отношения, правен отдел и съвет на старшите.

### Схема на организацията

#### Технически комитетАрхив на оригинала от2008-01-24 вWayback Machine.
- Cap de colla: David Miret i Rovira
- Vice Cap de colla: Toni Bach i Lleal
- Технически асистент': Jordi Colomera i Salla, Joan Badell i Roses

#### Изпълнителен комитетАрхив на оригинала от2008-01-24 вWayback Machine.
- Президент: Miquel Ferret i Miralles
- Секретар: Joan Vendrell i Olivella
- Вицепрезидент по социалните дейности: Àlex Sánchez-Granados
- Вице- президент, отговорен за касата: Miquel Ropero i Ventosa
- Вице – президент, отговорен за връзки с публичните власти: Xavier Escribà i Vivó
- Вицепрезидент, отговорен за поддръжката на Cal Figarot: Joan Mestres i Arnan
- Вицепрезидент, отговорен за маркетинга и връзки с медиите: Francesc Bou i Pijoan

#### Надзорни съветиАрхив на оригинала от2008-01-24 вWayback Machine.
- Международни отношения
- Правен отдел
- Съвет на старшите

## Cal Figarot, седалището на организацията
Седалището на организацията се намира в Cal Figarot- сграда в неоготически стил, построена от August Font de Carreres в края на 19 век и придобита от сдружението през 1983 г. През 1998 г. то закупува съседен склад и двете сгради са обновени, за да обслужват по-добре нуждите на организацията. Складът е с обща вътрешна площ от 600 m². Сградата в неоготочески стил се слави с елегантната си декорация от началото на 20 век. Сдружението разполага с различни помещения- гиманстически салон, секретарият, многофункционални зали, кафе/ресторант. Най-важната и приятна сграда е дворът- главното място за срещи, където се провеждат и тренировките през пролетния, летен и есенен сезон.

## Castellers de Vilafranca по света
Castellers de Vilafranca е една от най-международните организации, занимаващи се с изграждането на кули от хора. Тя е участвала в/във:
- Франция – на фестивала, организаиран от в-к ‘L'Humanité’, Париж, (1973)
- Швейцария, Женева на Quinzena Catalana по време на Каталанската вечер (1978).
- Италия, остров Сардиния с участие в градовете Алгеро (Alghero) и Сасари (Sassari), (1978)
- Португалия с участия в Лисабон, Синтра (Sintra), Ещорил, Коимбра и Порто, (1982)
- Италия с участия в Пиза, Сиена, Рим, Ватикана и Флоренция, (1984)
- Франция, Безие, (1987)
- Италия, по време на честването на 1000-ния рожден ден на Каталуния с участия в Пиза, Ватикана и Рим, (1988)
- Баската страна, с участия в Бергара (Bergara), Анцуола (Antzuola), Сумарага (Zumarraga) и Уречо (Urretxo), (1990)
- Италия, в северна част: Фелтре (Feltre) (palio), Нича (Niccia) и Мелере (Melere) (в община Трикиана (Trichiana)) и Венеция, (1990)
- отново във Франция с участия в Тулуза по време на международния фестивал Сардана (Sardana International Festival) и Каркасон, (1991)
- Люксембург и Германия, с участия в столицата Люксембург, Мьорс (Moers), Волфенбютел (Wolfenbütel), Хановер, Берлин и Франкфурт, (1991)
- на международното изложение в Севилия, на деня на Каталуния, (1992)
- Сантяго де Компостела в рамките на Хакобео’93 (Xacobeo'93), (1993)
- през същата година групата прави турне в пет държави: Франция (Марсилия), Италия (Леко, Мелцо и Бергамо) (Lecco, Melzo и Bergamo), Словения (Любляна, Постойна, Оточек, Ново Место и Кромели), Австрия (Клагенфурт) и Монако
- отново Франция, в Париж и Плоа дьо Пикарди (Poix de Picardie), 1993
- Италия – за пети път с участия във Венеция (Карнавала) и Местър (Mestre) и Франция (Вилюрбан и Лион), (1994)
- Холандия и Белгия с участия в Амстердам, Енсхеде, Аалтен (Aalten), Алмело (Almelo), Емен и Брюксел, (1994)
- отново в Баската страна с участия в Тудела (Tudela), (1995)
- Дания, в Копенхаген и Холтъ (Holte), (1996)
- през същата година във Франция (Мец), Холандия (Маастрихт) и Белгия (Бре)
- в Собрадиел (Sobradiel), Арагон, (1999)
- Бюл Bühl, градът-близнак на Вилафранка дел Пенедес Vilafranca del Penedès, (2002).
- Саламанка (2002)
- отново във Франция с учстие в Дюнкерк, (2004)
- Баската страна с участия в Доностия (Donostia) и Елорио (Elorrio), (2005)
- Франция с участия в Стеенворде (Steenvoorde), (2006)
- отново в Арагон на фестивала на Бинефар (Binèfar), (2006)
- Германия, по време на Панаира на Книгата във Франкфурт, (2007)
- Чили, първото участие в южното полукълбо на Каталунска група, занимаваща се с кули от хора, (януари 2008)

- Castellers de Vilafranca също участва в откриването на XXV Олимпийски игри в Барселона през 1992 г., което без съмнение е най-гледаното представление на кули от хора по света.

- Организията участва по време на световното представяне на книгата на Noah Gordon „The bodega“, състояло се във Вилафранка дел Пенедèс Vilafranca del Penedès (2007).

Castellers de Vilafranca също разпространява традицията по изгржадане на кули от хора в Països Catalans (територии, в които се говори варианти на Каталунския език):
- Участие в Северна Каталуния: шест пъти в Перпинян, (1970, 1977, 1982, [на фестивала на Union Sportive des Arlequins Perpignanais, USAP], 1989 [Mules Festival], 1997 и 1998), в Толюж (Toluges) (1970), на Peace Festival, в Колиур, (1984), в Баниулс де ла Маренда (Banyuls de la Marenda), (1986), три пъти във Вилафранка де Конфлент (Vilafranca de Conflent), (1985, 1988 и 1989), в манастира Сент Мишел де Куша (Saint Michel de Cuxa monastery), (1985), в Прада де Конфлент (Prada de Conflent), [по време на каталунски летен униврситет и градът, (Catalan Summer University and the town], (1988) и в Бао (Baó), в рамките на Първата среща на каталунската общност – catalanitat – в Северна Каталуния (2002).

- Две турнета в Регион Валенсия: първото в Рибера дел Хукер (Ribera del Xúquer), (1979) с участия в Каркайшент (Carcaixent), манастир Айгуес Вивес (Aigües Vives), Суека (Sueca), Кулера (Cullera), Алхемеси (Algemesí) и кула от петима души на ниво (pilar de cinc) пред къщата на Райнмон, едни от най-известните артисти- ветерани на каталунския език) в гр. Хатива (Xàtiva); второто – (1981) в Алкой (Alcoy), Бенидорм (Benidorm) и Аликанте. Оргнизацията участва в Каркайшент (Carcaixent), (1985), Алхемеси (Algemesí) (1993 и 2000), Кастельон (Castellón) (2000) [Тринадесетия празник на езика (13a Festa de la Llengua)], Олерия (Olleria) и Беникарло (Benicarló), (по време на Празника на област Валенсия).

- Турне в Палма: Майорка, (1980) и Манакор, Менорка, (2001).
- Споменатото вече турне в Алгеро, (1978).

## Участие в състезанието по кули от хора в гр. Тарагона
Организацията печели състезанието по кули от хора в гр. Тарагона Tarragona Human Tower Competition, което се провежда на всеки две години в гр. Тарагона, намиращ се в южната част на Каталуния:
- VII – мо издание на състезание по кули от хора гр. Тарагона, 1972
- XVI – мо издание на състезание по кули от хора гр. Тарагона, 1996
- XVII – мо издание на състезание по кули от хора гр. Тарагона, 1998
- XIX – мо издание на състезание по кули от хора гр. Тарагона, 2002
- XX – мо издание на състезание по кули от хора гр. Тарагона, 2004
- XXI – мо издание на състезание по кули от хора гр. Тарагона, 2006
- XXII – мо издание на състезание по кули от хора гр. Тарагона, 2008

## Свързани препратки
- Castellers de Vilafranca
- Canal Castellers de Vilafranca in YouTube

## Галерия
- Първата quatre de vuit carregat на Castellers de Vilafranca, 12/10/1969
- Първата tres de nou descarregat на Castellers de Vilafranca, 30/08/1989
- Първата pilar de vuit descarregat Първата в историята на кулите от хора, Castellers de Vilafranca, 28/09/1997
- Първата torre de vuit carregada Първата в историята на кулите от хора, Castellers de Vilafranca, 1/11/1999
- Първата pilar de vuit amb folre i manilles descarregat в Барселона,  Castellers de Vilafranca, 25/09/2005
- Първата torre de vuit amb folre и pilar de set amb folre descarregats, изпълнени едновременно в историята на кулите от хора, Castellers de Vilafranca, 31/08/2006
- Tres de deu amb folre i manilles, Castellers de Vilafranca
- Torre de set в Пиза, Castellers de Vilafranca, 1988
- Torre de set в Париж, Castellers de Vilafranca, 1993
- Pilar de sis в Копенхаген, Castellers de Vilafranca, 1996